# Лавандовые пантеры
«Лавандовые пантеры» (англ. Lavender Panthers) — вооруженная группа самообороны ЛГБТ-сообщества, действовавшая в Сан-Франциско в 1973—1974 годах. Её лидером был Рэймонд Брошерс, гомосексуал и проповедник-пятидесятник.

## Предпосылки
В 1970-х года в США начался всплеск насилия против ЛГБТ. Были случаи избиений, оскорблений и даже убийств. Например, убийство Роберта Хиллсборо в 1977 году, которое привлекло внимание широкой общественности. Мужчину атаковала группа подростков из-за его сексуальной ориентации; от полученных травм он скончался.
Всплеск насилия последовал за формированием и укреплением Гомофильного движения, которое появилось в США в 1960-е годы. Это движение запомнилось большим количеством бунтов, акций протеста и демонстраций, и особенно активными они были именно в Сан-Франциско, который  в то время был известен как город со сравнительно крупным сообществом гомосексуалов. Акции гомофилов увеличили видимость ЛГБТ-сообщества. Вокруг известных гей-баров и прочих мест собрания ЛГБТ-людей значительно участились нападения на гомосексуалов. Полиция на эти нападения никак не реагировала.
Уличные патрули, подобные «Лавандовым пантерам», были сформированы группами ЛГБТ для противодействия гомофобным нападениям. Несмотря на то, что формально подобные нападения были незаконны и полиция делала публичные заявления на этот счёт, нападения не прекращались. Большая часть антигомофобных патрулей возникла в 1970-х годах, но сама идея сопровождала практически всю эпоху Освободительного движения. Среди патрулей были как относительно мирные, так и действующие агрессивными методами группировки. Ненасильственные тактики включали использование свистков — этот метод был позаимствован у феминисток. Некоторые патрули, например, Бригада Бабочек (англ. Butterfly Brigade) привлекали к своей деятельности полицейских; другие отказывались сотрудничать с полицией, так как считали бездействие полиции корнем проблемы.

## История
Группа «Лавандовых пантер» была создана преподобным Рэймондом Брошерсом в Сан-Франциско. Брошерс был довольно известным среди местного ЛГБТ-сообщества активистом. Ему удалось создать первый известный уличный гей-патруль в Кастро и Тендерлойне — неблагополучных районах Сан-Франциско, известных большим количеством транслюдей и гомосексуалов. Патрули ходили по улицам и пресекали уличные конфликты. Некоторые имели при себе оружие, в том числе ружья и дубинки. Впрочем, из огнестрельного оружия стреляли только в воздух.
Сразу же после появления патрулей гомофобные нападения почти прекратились. Владельцы баров и клубов стали нанимать «Лавандовых пантер» охранять различные мероприятия. О Брошерсе стали говорить как о крупной политической фигуре, консервативные издания даже называли его «самым опасным гомосексуалистом в Америке». Брошерсу приходили десятки писем с угрозами расправы, несколько раз на пастора нападали, однако обошлось без серьезных травм.
Впоследствии, после появления нескольких пострадавших от действий группы, в дело вмешалась полиция. В 1974 году возле бара Пендулум подростки вступили в конфликт с завсегдатаями бара, после чего на них напали «Лавандовые пантеры». Оказалось, что пострадавшими были несовершеннолетние, и отец одного из них обладал связями в администрации города. Брошерсу позвонили из департамента полиции и потребовали немедленно распустить «Лавандовых пантер», угрожая ему и прочим участникам тюремными сроками. Брошерс был вынужден уступить.
Несмотря на то, что название группы было обыгрыванием названия «Черных пантер», эти две группы не имеют друг к другу никакого отношения.